# Casa Valls (Girona)
La Casa Valls és un edifici del municipi de Girona que forma part de l'Inventari del Patrimoni Arquitectònic de Catalunya.

## Descripció
És un edifici residencial de planta rectangular, que ocupa una cantonada, amb tres façanes exteriors. La planta d'estructura en tres crugies paral·leles, perpendiculars a la façana principal, amb parets de càrrega. Exteriorment els acabats són a bases de paraments arrebossats i grans superfícies esgrafiades, que ocupen part de les façanes del carrer Vista Alegre i carrer del Carme. La façana d'aquest carrer conté a nivell de la primera planta una tribuna a la part central amb columnes aparellades als extrems, capitells dòrics i balustrada clàssica. Les llosanes dels balcons són emmotllurades i presenten baranes de ferro forjat al damunt. La part superior del volum és acabat amb una potent cornisa que recorre tot el seu perímetre. Són interessants els esgrafiats amb elements decoratius extrets de la tradició de caràcter barroc.